# Конфликт вокруг хребта Крыктытау
Конфликт вокруг хребта Крыктытау — экологическое и социальное противостояние в Абзелиловском районе Башкортостана, связанное с планами разработки медного месторождения у хребта Крыктытау. Конфликт начался в 2015 году и продолжается по настоящее время.

## Предпосылки конфликта
Хребет Крыктытау (баш. Ҡырҡты-тау) — горный массив на Южном Урале протяженностью 60 км, имеющий статус памятника природы регионального значения. Его экосистема включает:
- Уникальные лесные массивы с лиственницей Сукачёва
- Местообитания редких видов растений (ковыль перистый, венерин башмачок)
- Археологические памятники бронзового века

В 2015 году Русская медная компания (РМК) начала проявлять интерес к Салаватскому медному месторождению, расположенному у подножия хребта.

## Хронология конфликта

### 2015—2018: Начало противостояния
- 2015: Первые экологические исследования выявили уникальность биоразнообразия хребта[1].
- 2016: Учёные БашГУ предложили создать национальный парк «Крыкты»[3].
- 2017: РМК подала заявку на получение лицензии на недропользование.
- 2018: Начаты предварительные геологоразведочные работы[4].

### 2019—2022: Эскалация
- Февраль 2019: РМК получила лицензию на разработку сроком на 25 лет[5].
- Август 2020: Массовые протесты с участием 2000 человек в с. Аскарово[6].
- 2021: Создана инициативная группа «Крыктытау»[7].
- 2022: РМК объявила о планах инвестировать 40 млрд рублей в ГОК[8].

### 2023-настоящее время
- 2023: Создано ООО «Салаватское» — оператор проекта[9].
- Апрель 2024: Возобновление геологоразведочных работ, столкновения протестующих с охраной[10].
- Май 2025: Радий Хабиров провёл переговоры с активистами[11].

## Позиции сторон

### Экологические активисты
- Требуют придания хребту статуса особо охраняемой природной территории (ООПТ)
- Настаивают на проведении независимой экологической экспертизы
- Опасаются повторения экологической катастрофы в Сибае[12].

### Русская медная компания
Русская медная компания oбещает:
- Создать 1500 рабочих мест
- Инвестировать 40 млрд рублей
- Применить «зелёные технологии»

И гарантирует:
- Замкнутый цикл водоснабжения
- Рекультивацию территории[13].

### Правительство Башкортостана
- Поддерживает проект как экономически значимый
- Требует соблюдения экологических стандартов
- Выступает посредником в переговорах[14].

## Экологические риски
Эксперты выделяют основные риски:
1. Загрязнение рек Большой Кизил и Малый Кизил тяжёлыми металлами
2. Уничтожение мест обитания 17 краснокнижных видов
3. Нарушение геологических структур хребта[15].

## Культурное значение
Для башкирского народа Крыктытау имеет сакральное значение:
- Упоминается в эпосе «Урал-батыр»
- Место традиционных обрядов и йыйынов
- Исторический ареал башкирской породы лошадей[16].

## Международная реакция
- ООН включила Крыктытау в список уникальных экосистем под угрозой[17].
- Гринпис направил обращение в Правительство России[18].

## Текущая ситуация
По состоянию на июнь 2025 года:
- Работает согласительная комиссия
- Проводится независимая экологическая экспертиза
- Протестные акции продолжаются[19].